# Tezpur Airport
Tezpur Airport är en flygplats i Indien.   Den ligger i distriktet Sontipur och delstaten Assam, i den östra delen av landet, 1 500 km öster om huvudstaden New Delhi. Tezpur Airport ligger 81 meter över havet.
Terrängen runt Tezpur Airport är mycket platt. Runt Tezpur Airport är det tätbefolkat, med 613 invånare per kvadratkilometer. Närmaste större samhälle är Tezpur, 8,5 km söder om Tezpur Airport. Omgivningarna runt Tezpur Airport är en mosaik av jordbruksmark och naturlig växtlighet.